# 石井清純
石井 清純（いしい きよずみ、1958年9月9日 - ）は、日本の仏教学者。駒澤大学教授、同大学学長を歴任。専門は中国哲学、印度哲学、仏教学。

## 来歴
東京都港区生まれ。東京都立日比谷高等学校を経て、1982年に駒澤大学仏教学部禅学科卒業。1987年、同大学大学院人文科学研究科仏教学専攻博士後期課程満期退学。専攻は禅思想、道元思想。曹洞宗宗学研究所研究員、1989年に駒澤大学仏教学部助手。2000年、スタンフォード大学客員研究員。2002年、駒澤大学仏教学部教授に就任。2009年から2013年3月まで駒澤大学学長。2014年、駒澤大学禅研究所所長。

## 著書
- 『義雲和尚･無極禅師』四季社 2006年
- 『禅問答入門（角川選書）』角川学芸出版 2010年
- 『原文対照現代語訳　道元禅師全集』高橋文二、角田泰隆共著　春秋社 2010年
- 『禅と林檎‐スティーブ・ジョブズという生き方‐』角田泰隆 共著宮帯出版 2012年
- 『構築された仏教思想　道元‐仏であるがゆえに坐す‐』佼成出版社 2016年[4]

### 論文
- CiNii>石井清純
- INBUDS>石井清純